# Alonso Álvarez de Soria
Alonso Álvarez de Soria, el Tuerto (Sevilla, 1573 - † Sevilla, 1603, fue un aventurero, poeta y hampón sevillano del Siglo de Oro.
Desde muy joven llevó una vida agitada, como soldado en América (de 1.595 a 1.596 ) y en la península. 
Acaso de origen judeoconverso, según las alusiones de algunos de sus contemporáneos, fue un importante cómico y poeta satírico, muy relacionado con los literatos de su tiempo, cuyas obras se confundieron con frecuencia con las de Luis de Góngora y Francisco de Quevedo.
Con fama de mujeriego y donjuán, Alonso Álvarez de Soria es el "andaluz tozudo", "tirador repentista" del Viaje del Parnaso y también el seductor Loaysa de El celoso extremeño  de Cervantes, a quien sin duda conoció. En 1603 inventó los versos de cabo roto, que luego tañeron otros celebrados vates, como, por ejemplo, Miguel de Cervantes, en alusión a los bravucones de Triana que, presumiendo de valientes, dejaban sin pronunciar la última sílaba de un período fanfarronamente. Haciendo alarde del nuevo tipo de verso de su creación, compuso un poema corto punzante en contra de Lope de Vega cuando éste envió a Juan de Arguijo el manuscrito de El peregrino en su patria para que se lo aprobara. Un soneto suyo figura en las Flores de poetas ilustres de España de Juan Antonio Calderón.
Fue ejecutado en la horca en Sevilla cuando tenía sólo treinta años por don Bernardino González de Avellaneda y Delgadillo, Conde de Castrillo y asistente de Sevilla, víctima de sus sátiras e injurias y que tenía autoridad para llevarlo a la horca sin juicio previo, pese a las protestas populares y a que el poeta Juan de la Cueva intercedió por la vida del sentenciado con el poema "A don Bernardino de Avellaneda, asistente de Sevilla, queriendo ahorcar a Alonso Álvarez de Soria".
Quevedo alude a su desastrado fin en el Buscón:
«Los que las cogieron tristes a las borracheras, lloraron tiernamente al malogrado Alonso Álvarez, apodado el “Tuerto”. ¿Quién es este Alonso Álvarez… que tanto se ha sentido su muerte? –mancebito- dijo el uno- lidiador ahígado, mozo de manos y buen compañero».